# Jättemalva
Jättemalva (Malva dendromorpha) är en art i familjen malvaväxter och förekommer naturligt från Azorerna till Madeira, Kanarieöarna, västra och södra Europa, samt i nordvästra Afrika. Den odlas ibland som ettårig utplanteringsväxt i Sverige.
Arten är mer känd under sitt tidigare namn Lavatera arborea, men forskning  har visat att arten hör hemma i malvasläktet.

## Synonymer

### Svenska
Jättemalva

### Vetenskapliga
Althaea arborea (L.) Alefeld
Althaea arborea (L.) O.Kuntze nom. illeg.
Anthema arborea Medikus
Lavatera arborea L.
Lavatera arborea var. berlengensis (Boissier & Reuter) Cout.
Lavatera arborea var. genuina (Boissier & Reuter) Cout.
Lavatera arborea var. lasiocalyx Sennen
Lavatera eriocalyx Steudel
Lavatera veneta Miller nom. illeg.
Lavatera venuta Miller
Malva arborea (L.) Webb & Berth.
Malva arborea (L.) Webb & Berth.
Malva fastuosa Salisbury nom. illeg.